# Niphona cantonensis
Niphona cantonensis är en skalbaggsart som beskrevs av J. Linsley Gressitt 1939. Niphona cantonensis ingår i släktet Niphona och familjen långhorningar. Inga underarter finns listade i Catalogue of Life.